# استیون سیمس
استیون سیمس (به انگلیسی: Steven Symms) (زاده ۲۳ آوریل ۱۹۳۸ –  درگذشته ۸ اوت ۲۰۲۴) سناتور سابق عضو حزب جمهوری‌خواه ایالات متحده آمریکا بود. وی در سال ۱۹۸۱ تا ۱۹۹۳ میلادی سناتور ایالت آیداهو در سنای ایالات متحده آمریکا بود.